# Anoplocephalidae
Anoplocephalidae es una familia de parásitos que pertenecen a la Clase Cestoda, Subclase Eucestoda, Orden Cyclophyllidea. Son parásitos de los vertebrados (incluido el hombre).
Tienen escólex sin rostelo ni ganchos. Sus proglotis grávidos son más anchos que largos

## Géneros
Se reconocen los siguientes:
- Anoplocephala
- Anoplocephaloides
- Bertiella
- Equinia
- Genovia
- Hokkaidocephala
- Mathevotaenia
- Microcephaloides
- Moniezia
- Oochoristica
- Paranoplocephala
- Parasciurotaenia
- Progamotaenia
- Pulluterina
- Sciurotaenia
- Stringopotaenia

## Especies parásitas de los équidos
Los hospedadores definitivos son équidos. Los hospedadores intermedios son ácaros oribátidos.
- Anoplocephala perfoliata

Se encuentran en el intestino delgado y grueso. Localización alrededor de la unión ileocecal (íleon distal, ciego y colon proximal).
Distribución: cosmopolita. Frecuente en España.
Morfología: hasta 2 dm
- Anoplocephala magna

Localizada en los primeros tramos del intestino delgado (duodeno-yeyuno). Raramente en estómago.
Morfología: hasta 8 dm
- Paranoplocephala mamillana

En intestino delgado (duodeno).
Morfología: 1-2 cm